# Eudiocrinus philenor
Eudiocrinus philenor is een haarster uit de familie Eudiocrinidae.
De wetenschappelijke naam van de soort werd in 1932 gepubliceerd door Austin Hobart Clark.